# Mara Neusel

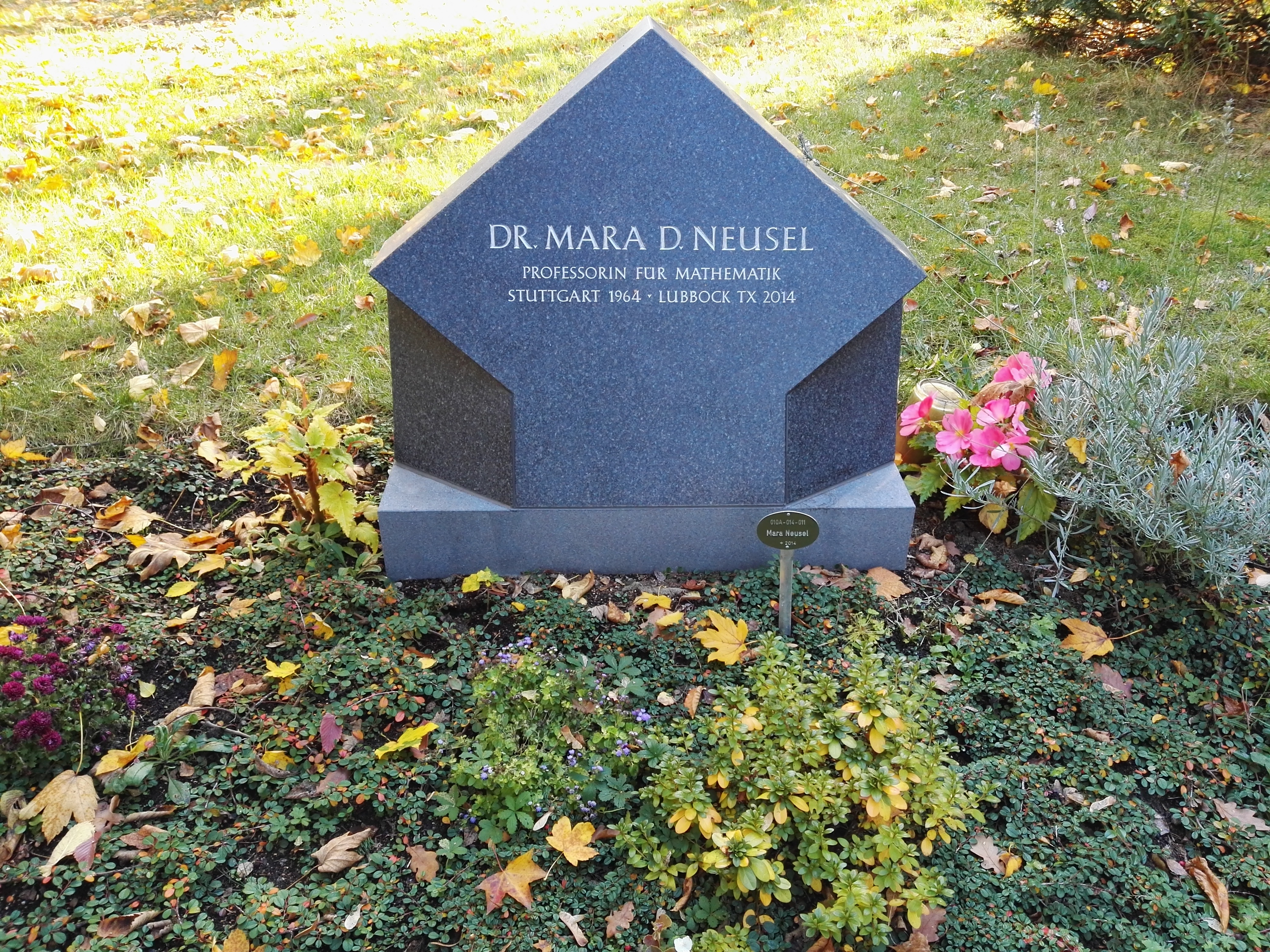
Grab von Mara Neusel – Alter Luisenstädtischer Friedhof in Berlin-Kreuzberg

 Mara Neusel (* 14. Mai 1964 in Stuttgart; † 5. September 2014 in Lubbock (Texas))  war eine deutsch-amerikanische Mathematikerin und Hochschullehrerin. Sie habilitierte sich als vierte Frau an der Universität Göttingen in Mathematik.

## Leben und Werk
Neusel wurde als eines von zwei Kindern von der Hochschulforscherin Aylâ Neusel und dem Bildhauer Günter Neusel geboren. Sie studierte an der Georg-August-Universität Göttingen, wo sie 1985 Prüfungen in türkischen Studien ablegte und bis 1988 Lehrassistentin war. 1988 erwarb sie dort ihr Diplom in Mathematik und war bis 1992 Assistentin. Im gleichen Jahr promovierte sie bei Tammo tom Dieck mit der Dissertation: Konfigurationen von Geraden und einer Quadrik mit Baumauflösungen. Anschließend war sie Dozentin an der Universität Kassel, der Georg-August-Universität Göttingen, der Yale University, der Otto-von-Guericke-Universität Magdeburg, der University of Minnesota, der Yale University und von 2000 bis 2002 war sie Assistenzprofessorin an der University of Notre Dame in Indiana. 2001 erwarb sie als vierte Frau an der Universität Göttingen den Abschluss Venia legendi (Habilitation) in Mathematik. 2002 wurde sie an der Texas Tech University außerordentliche Professorin und wurde 2009 zur ordentlichen Professorin befördert. Sie war Mitglied in der American Mathematical Society und der Association for Women in Mathematics. Ebenfalls war sie Mitglied der Editorial Boards der Advances in Pure Mathematics und des International Journal of Mathematics and Applied Statistics. 2001 gründete sie den Texas Tech Emmy Noether Day für Highschool-Mädchen. Sie war Mitbegründerin der Young Women in Mathematik Gruppe an der Texas Tech und erhielt einen Texas Tech Diversity Grant zur Unterstützung der Organisation.

## Veröffentlichungen (Auswahl)
- Invariant Theory, Student Mathematical Library 36, AMS, 2007.
- Invariant Theory of Finite Groups (with Larry Smith), Mathematical Surveys and Monographs 94, AMS, 2002.
- Inverse Invariant Theory and Steenrod Operations, Memoirs of the AMS Vol. 146, No. 692, AMS, Providence RI, 2000

## Auszeichnungen
- 1995:  Dorothea-Erxleben-Fellowship, Land Niedersachsen (ausgezeichnet, aber abgelehnt)
- 2006:  Big XII Fellowship, Texas Tech University
- 2009:  Presidential Book Award (2nd place), Texas Tech University

## Veröffentlichungen (Auswahl)
- The existence of Thom classes, Journal of Pure and Applied Algebra 191(3):265-283, 2004
- Integral extensions of unstable algebras over the Steenrod algebra, Forum Mathematicum 12(2):155-166, 2000
- Inverse invariant theory and Steenrod operations – Introduction, Memoirs of the American Mathematical Society 146(692), 2002
- Inseparable extensions of algebras over the Steenrod algebra with applications to modular invariant theory of finite groups II, Illinois journal of mathematics 55(1), 2011